# Palmární rýha

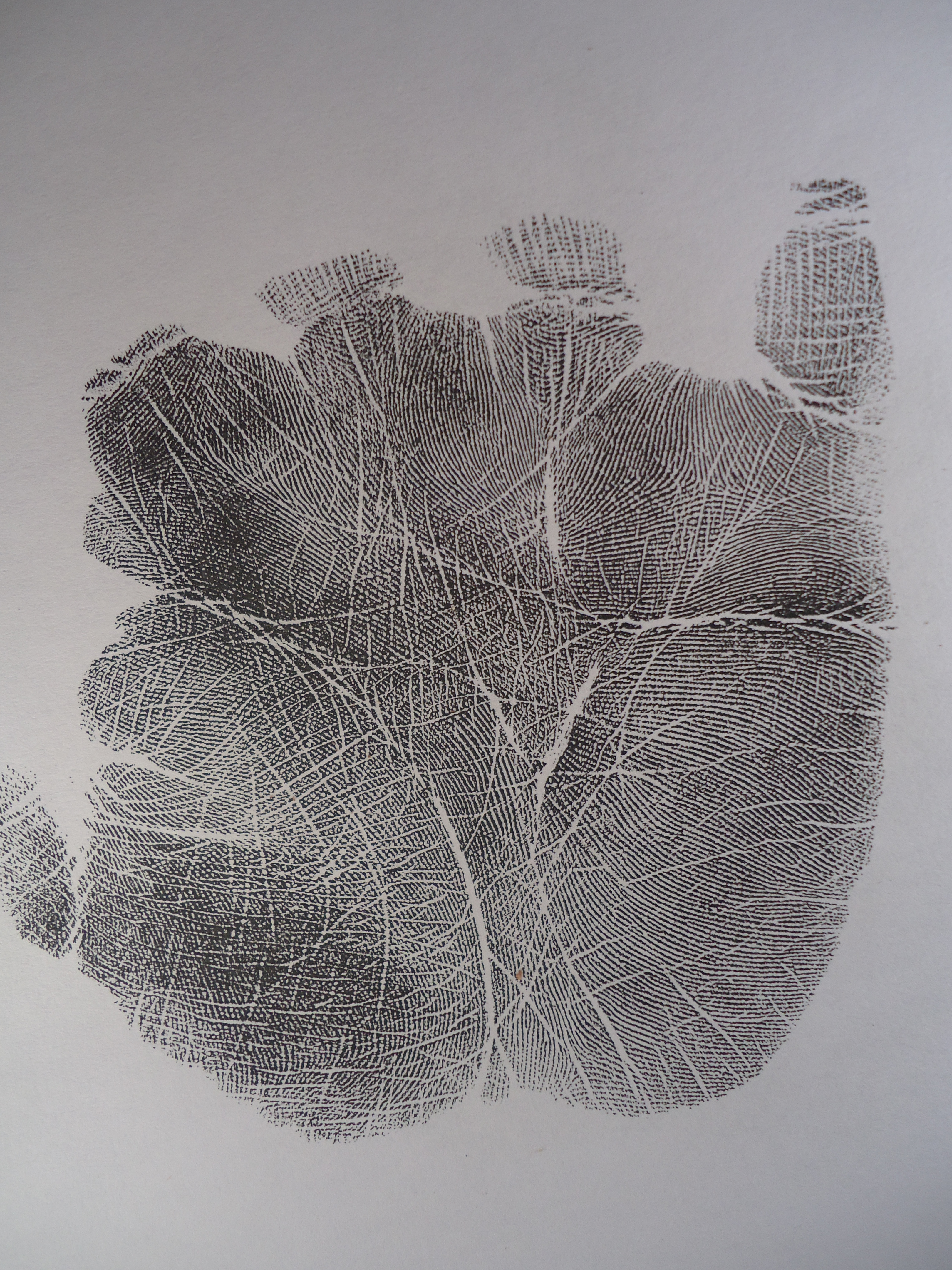
Otisk ženské pravé dlaně s viditelnými palmárními rýhami

Palmární rýhy (z lat. palma, dlaň) jsou linie na dlani lidské ruky. Můžeme je dělit na hlavní a vedlejší. Hlavní linie rozlišujeme zpravidla tři a mohou mít mnoho různých uspořádání. Jsou definovány jako rýhy, jež vznikají a zvýrazňují se při ohybu zápěstně-záprstních kloubů (art. carpometacarpalis). Zároveň byla popsána řada variabilních rýh jako například: Suwonská, Simianská, nebo Sidney rýha. 
Analýza palmárních rýh na rozdíl od otisku prstů a dlaní není považována za příliš objektivní.  Jejich uspořádání se používalo při předoperační predikci průběhu hlubokých anatomických struktur v dlaní. Tato metoda se však ukázala jako nepoužitelná. 

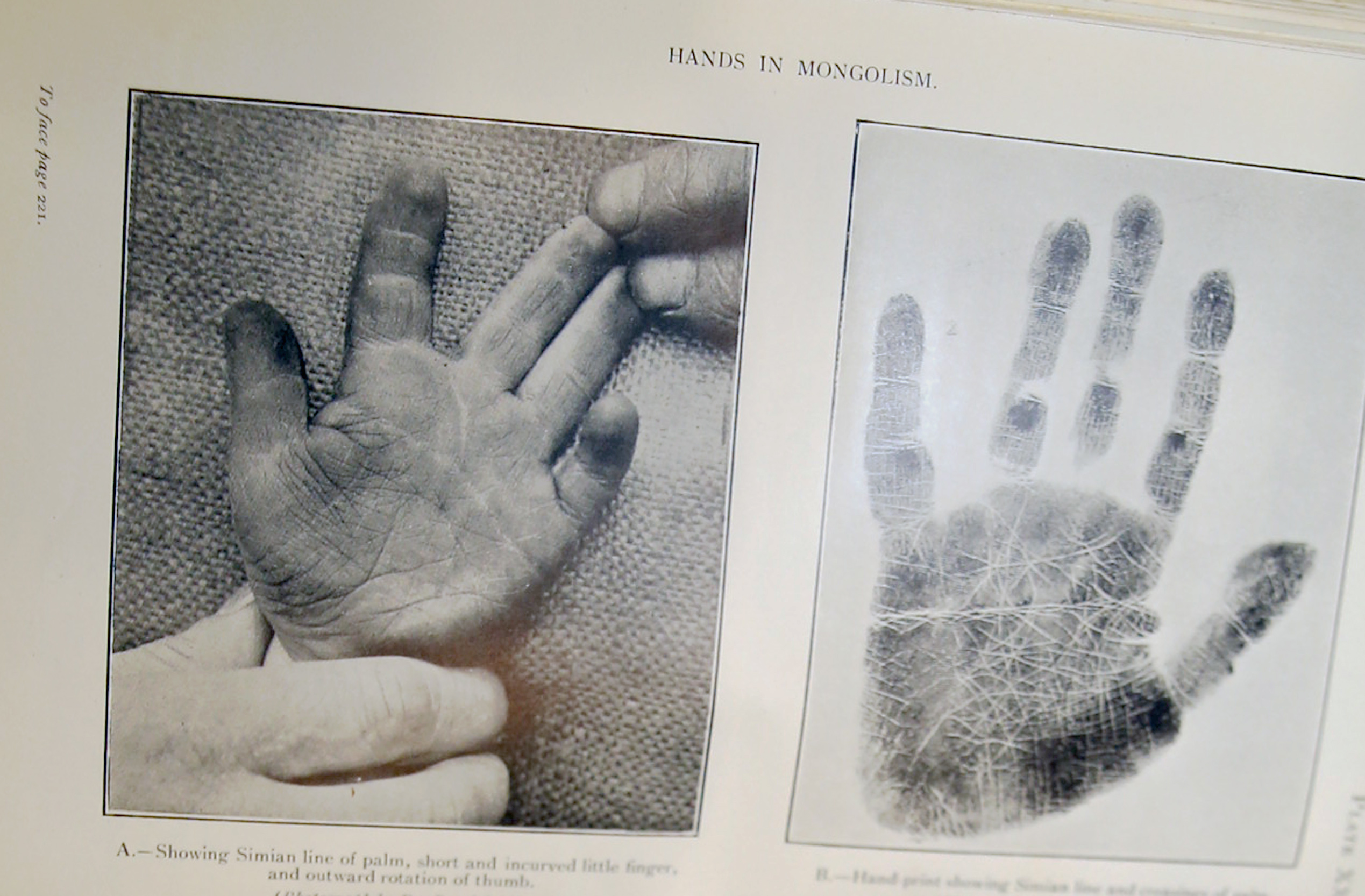
Simianská rýha

Palmární rýhy mohou být i diagnostickým znakem. Nejznámějším je přítomnost simianské rýhy (též označované jako opičí rýha) u pacientů s Downovým syndromem.